# Donaukilometer

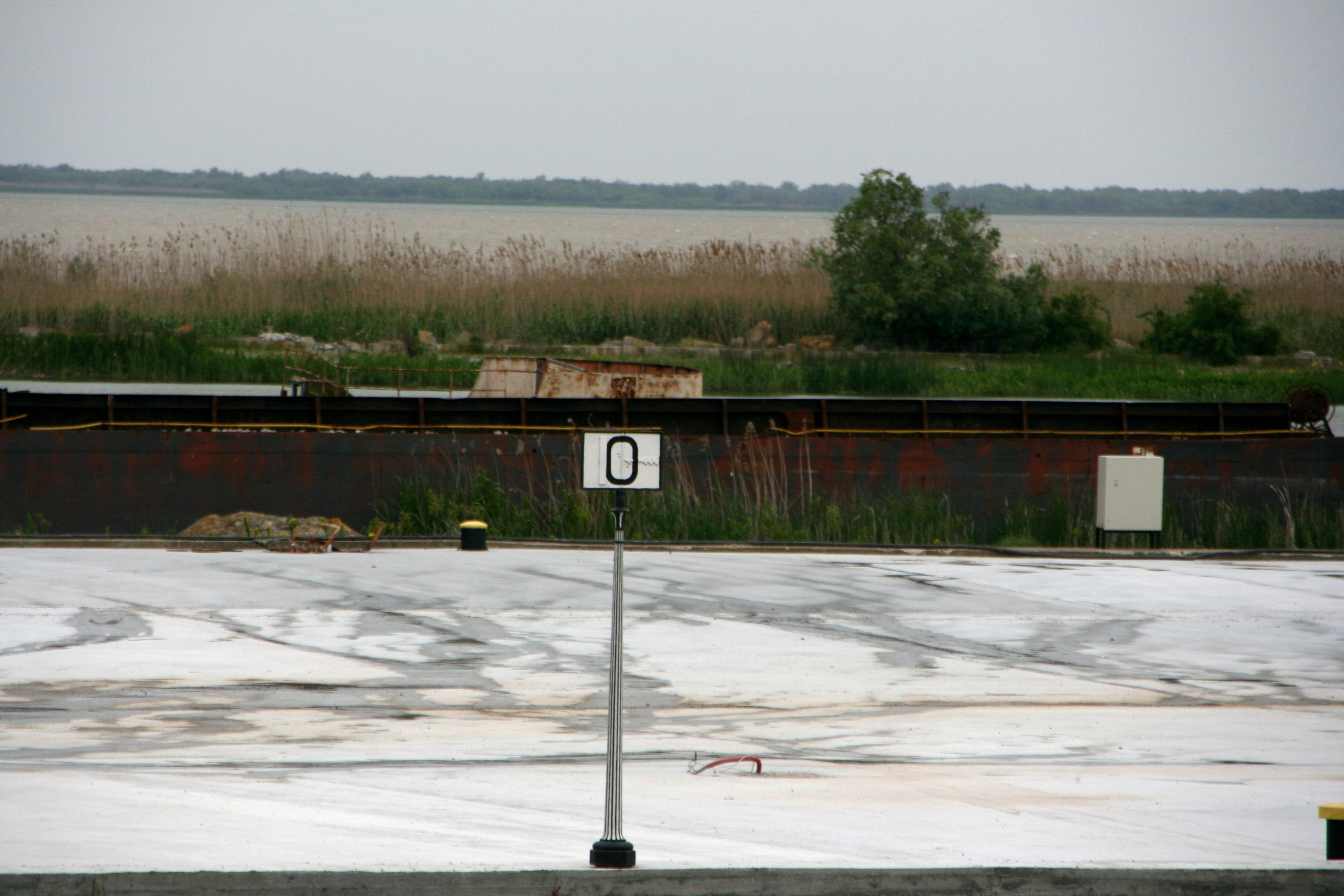
Donaukilometer 0

Aan de Donau worden de afstandsaanduidingen op een ongebruikelijke manier aangegeven.
In tegenstelling tot bijvoorbeeld de Rijnkilometer, wordt in het stroomgebied de afstand aangegeven vanaf de monding bij de oude vuurtoren van Sulina aan de Zwarte Zee. Ook worden de eerste 150 kilometer aangegeven in zeemijlen (0-81). Deze markering wordt ook voor de zijrivieren gebruikt.